# ميس لوخي
ميس لوخي (الاسم العلمي: Celtis loxensis) هو نوع نباتي يتبع جنس الميس من فصيلة القنبية.